# Gabriele Pescatore
Pour les articles homonymes, voir Pescatore.
Gabriele Pescatore est un juriste italien, né à Serino (Campanie) le 21 octobre 1916 et mort à Rome (Latium) le 6 juillet 2016. Il est connu pour avoir été l'un des rédacteurs du code de la navigation italienne en 1942.

## Biographie
Professeur de droit de la navigation à l'université de Rome « La Sapienza » jusqu'à 1991, Gabriele Pescatore fut pour longtemps président de la Cassa del Mezzogiorno (Caisse de Développement du Midi de l’Italie). Ensuite, il a été premier président du Conseil d'État italien et membre de la Cour constitutionnelle.

## Distinctions
- Chevalier grand-croix au grand cordon de l'ordre du Mérite de la République italienne[3], 1960.
- Récipiendaire de l'ordre de l'Hermine[4], 1973.